# Vârful La Fundu Bândei, Munții Făgăraș
La Fundu Bândei este un vârf muntos situat în partea estică a Munților Făgăraș, care are altitudinea de 2.454 metri. Se găsește pe linia de creastă principală, în apropierea vârfului Urlea, de care îl despart vârfurile Iezer (spre nord) și Dara (spre sud).